# Svart Records
Svart Records ist ein 2009 von Jarkko Pietarinen und Tomi Pulkki gegründetes Plattenlabel aus Finnland, welches hauptsächlich Bands aus dem Doom Metal unter Vertrag nimmt. 

## Geschichte
Pietarinen und Pulkki gründeten das Label aus dem Wunsch, einige Alben selbst als Vinyl-Ausgabe zu besitzen. Mit der Kontaktaufnahme zu Spinefarm Records entstand der erste Schwerpunkt des in Turku ansässigen Labels. Nach den ersten Veröffentlichungen entwickelte sich das ursprünglich als Hobby begonnene Label zu einem Unternehmen, welches von Pulkki als Vollzeitbeschäftigung bezeichnet wurde. Trotz des anfänglichen Schwerpunktes auf Wiederveröffentlichungen wollten die Labelbegründer die Aktivitäten von Svart Records nicht auf Neuauflagen bekannter Werke begrenzen und schlossen Verträge mit unterschiedlichen Musikgruppen. Das Label veröffentlichte fortan mehr als 100 Alben pro Jahr. Alle Alben werden international vertrieben. Als stärkster Absatzmarkt benennt Pulkki Westeuropa.
Zu den bekannten Interpreten, die von Svart Records verlegt wurden, zählen Mantar, Beastmilk, Skepticism, Acid King, Dark Buddha Rising und Kuolemanlaakso. Für Popmusik, Jazz und die Veröffentlichungen der Space-Rock-Band K-X-P wurden Sublabel initiiert. Für K-X-P 2010 Öm und für Vertreter des Jazz und des Pop im Jahr 2016 Jazz Liisa und Pop Liisa.

## Philosophie
Die Veröffentlichungen von Svart Records werden als Vielfältig bezeichnet. Die Vertragsphilosophie basiere allein auf dem Geschmack der beiden Labelbegründer. Dabei liegt ein musikalischer Schwerpunkt des Labels auf unterschiedlichen Derivaten des Doom Metal.

## Künstler (Auswahl)
- Acid King
- Beastmilk
- Dark Buddha Rising
- Esoteric
- Hallatar
- Jess and the Ancient Ones
- Kalmah
- Kuolemanlaakso
- Mantar
- Metsatöll
- Oranssi Pazuzu
- Pentagram
- Sink
- Skepticism
- Witchthroat Serpent